# Fucile Armaguerra Mod. 39

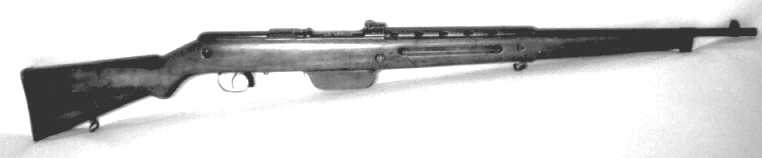
Fucile Armaguerra Mod. 39

O Fucile Armaguerra Mod. 39 é um rifle semiautomático italiano, projetado por Gino Revelli, filho de Abiel Betel Revelli, que é conhecido pela metralhadora Fiat-Revelli e Glisenti Modelo 1910. Duas versões do rifle existem; um em 6,52x52 e o outro 7,35×51mm.

## Gênese e desenvolvimento
A arma foi projetada por Francesco Nasturzio e Gino Revelli, o filho do brilhante Abiel Betel Revelli. Ele foi testado positivamente pelo Exército italiano em 1939, que preferiu no concurso para o fornecimento de um rifle semiautomático ao Scotti Mod. X e o Breda Mod. 1935 PG e ordenou a produção de 10 000 unidades para a Società Anonima Revelli Armiguerra de Gênova.
A arma teve o seu nome a partir do Código Telegráfico da Empresa, Armaguerra. Em 1938, o exército italiano tinha estabelecido a transição de munições 6,5 mm × 52 mm para o mais letal 7,35 x 51 mm Carcano. Neste calibre foram construídos os Carcano Mod. 38 e o Armaguerra Mod. 39.
Com a entrada da Itália na segunda Guerra Mundial, longe de ser concluída a conversão para o novo calibre, a produção foi provavelmente interrompida em 2 000 peças, dois tipos de munições teria criado confusão no fornecimento. A conversão de Mod. 39 para o velho calibre 6.5 × 52 mm necessitou de um redesenho parcial, devido a maior pressão produzida por esta munição (3.000 atm comparado com 2.500 atm de 7.35 x 51 mm Carcano). Ele entrou em produção perto de 1943, quando a capitulação da Itália limitou a produção a algumas centenas de unidades.